# Volksballade
Die Volksballade ist eine Dichtungsgattung, die von mündlicher Überlieferung geprägt ist.

## Begriff und literarische Einordnung
Die Beziehungen, die zum Begriff Ballade angeführt werden (romanisches Tanzlied), führen zumeist in die Irre. Zusammen mit dem Begriff Volkslied und auf Johann Gottfried Herder zurückgehend (vgl. dessen Sammlung Volkslieder 1778/1779, in der zweiten Auflage 1807 Stimmen der Völker in Liedern genannt) bezeichnet man damit eine Liedform, die (nach J. W. v. Goethe) Episches, Lyrisches und Dramatisches miteinander verbindet.
Eine frühe Quelle zur europäischen Volksballadenforschung ist das „Hundertliederbuch“ des dänischen Historikers Anders Sørensen Vedel, gedruckt in Ribe 1591.
Die Volksballade erzählt (Epik) eine Geschichte, indem sie die einfache Metrik des populär überlieferten Liedes verwendet (zwei- bzw. vierzeilige Volksliedstrophe mit Endreim) und eigene Gefühle (Lyrik) in einen Refrain oder in besondere Strophen einbindet. Darstellungsformen sind Dialog und eine sprunghafte Anreihung der Ereignisse im Szenenwechsel (Elemente des Dramas) ohne erklärende Zusätze.
Im Gegensatz zur Sage erhebt die Volksballade keinen historischen Realitätsanspruch, verarbeitet aber enthistorisierend, verallgemeinernd auch Themen der Geschichte (etwa wenn sie in balladesker Form das Schicksal der Bernauerin bearbeitet). Sie pocht jedoch auf die „Wahrheit“ ihrer Darstellung, was sie vom Volksmärchen als gewollte Fiktion unterscheidet und dem Bereich des Mythischen näherrückt. Die Volksballade hat ihren eigenen Wahrheitsanspruch, der nicht von geschichtlichen Fakten und bestimmten Namensformen abhängig ist (vergleiche Tannhauser). Mit dem Anspruch auf Wahrheit hängt wohl auch zusammen, dass Volksballaden in der Regel in der Hochsprache (Hochdeutsch und Niederdeutsch) überliefert sind, nicht in der Alltagsmundart. Märchen, Sage, Lied sind die Hauptformen der Volksdichtung, zu denen es jeweils parallele Gattungen in der Hochliteratur gibt, für die Volksballade die Kunstballade.

## Charakteristik der Gattung
Die Volksballade ist wie jegliche Überlieferung unter den Bedingungen der Mündlichkeit (vergleiche Mündliche Überlieferung) eine stark konzentrierende, engführende Literaturform, die durch Wiederholungen, formelhafte Sprache (epische Formel), Kürze und Stilisierung gekennzeichnet ist. Für gleiche und ähnliche Szenen der Handlung werden vorgeformte, stereotype Strophen verwendet; durch Wiederholungen von Teilen und Zeilen werden Strophen aneinandergereiht und zusammengebunden. Hauptmerkmal ist das Fehlen eines allein autorisierten Textes; die Entstehung von Text und Melodie ist anonym bzw. Autorennamen werden vergessen.
Die Volksballade lebt in einer Vielzahl von Varianten. Wir sprechen von einem Liedtyp mit gleicher Grundstruktur, die in einzelnen Varianten in den Details sehr unterschiedlich ausgearbeitet sein kann (vergleiche Variabilität (Volksdichtung)). Ständige Veränderlichkeit (und damit Anpassungsfähigkeit an die wechselnden Generationen im Laufe der Tradierung) ist ein wichtiges Merkmal mündlicher Überlieferung. Die folkloristische (literarische Volkskunde, Folkloristik) Interpretation versucht dem Rechnung zu tragen.
Ausgangspunkt eines Kommentars kann nur eine konkrete Textfassung einer Variante sein, in der Interpretation jedoch zwingend mit dem Blick auf Struktur und Handlungselemente der gesamten Variationsbreite des entsprechenden Volksballadentyps. Gegenüber dem Wortlaut steht der Textsinn im Vordergrund (vergleiche Mädchenmörder). Während die Interpretation der Hochliteratur sich in der Regel eines festen, so vom Dichter gewollten Textes bedienen kann, müssen bei Texten aus der Volksüberlieferung die Differenzen zwischen dem von der Wissenschaft als Zusammenschau verschiedener Fassungen konstruierten Typ zu dem tatsächlichen Wortlaut der vielen unterschiedlichen Varianten aus der Überlieferung bedacht werden.

## Entstehung und Überlieferung
Viele Erzählstoffe der Volksballaden knüpfen an mittelalterliche Literatur an (Ritterthemen, Kreuzzüge, Adel). Die Gattung ist wahrscheinlich bereits im Spätmittelalter lebendig, obwohl die Überlieferung in der Regel erst seit dem 16. Jahrhundert zum Beispiel auf Liedflugschriften (vergleiche Flugblatt) oder in handschriftlichen Liederbüchern dokumentiert ist (in Spanien und in Skandinavien gibt es ältere Quellen dieser europäischen Gattung der Volksdichtung).
Kreativ werden auch hochliterarische Stoffe umgeformt und den Bedingungen mündlicher Überlieferung angepasst (zum Beispiel durch Familiarisierung mit einem Minimum handelnder Personen; Enthistorisierung durch Anpassung an die eigene Erlebniswelt und an das Milieu der aktuellen Sängerinnen und Sänger). Diese umformende Kraft der Volksdichtung bleibt bis in die erste Hälfte des 20. Jahrhunderts lebendig; die Lieder bieten in einer weitgehend schriftarmen Gesellschaft Unterhaltung und Belehrung. Volksballaden vermitteln zumeist eine konservative Moral und tradieren eher angepasste, schicksalsergebene Mentalitäten.
Bei dem Begriff Bänkelsang steht die Vortragsweise des Liedes im Vordergrund; vorgetragen wurden oft auch Volksballaden. Der Bänkelsänger verdiente an den geduckten Liedflugschriften, die diese Texte enthalten und die er auf der Straße und auf dem Marktplatz anbot, indem er sie sang. Manche Volksballaden fingen entsprechend mit einer Bitte, doch still zu sein und zuzuhören (etwa „Nun will ich aber heben an... zu besingen...“ wie beim „Tannhauser“) an, und sie endeten mit einer formelhaften Verfasserstrophe (etwa „Wer ist der uns dies Liedlein sang...“ wie beim Schloss in Österreich).

## Themen von Volksballaden
Themen von Volksballaden sind historische Ereignisse wie bei der Bernauerin, die Verdeutlichung des sozialen Gegensatzes zwischen Arm und Reich und zwischen den Ständen wie etwa bei Graf und Nonne und Schloss in Österreich, Bearbeitung hochliterarischer Stoffe seit der Antike wie bei den „Königskindern“ (Es waren zwei Königskinder), erfundene Schauergeschichten wie beim Mädchenmörder und Stoffe mit religiösem Hintergrund (Teilgattung: Legendenballaden) wie beim Tannhauser. Die genannten Themen stellen charakteristische, aber sehr unterschiedliche Beispiele dar.
Eine „spannende Handlung“ im herkömmlichen Sinne wie die Hochliteratur hat die Volksballade nicht, obwohl ihre balladesken Darstellungsmittel dramatischer Art sind (vergleiche epische Formel). Die Volksballade ist keine dichterische Individualleistung, die auf „Überraschung“ eines Lesers zielt, sondern gewachsene Kollektivüberlieferung, deren Handlung dem Hörer und Mitsänger geläufig ist [war] und die vor allem in der lokalen Singgemeinschaft einen hohen Wiedererkennungswert hat [hatte; diese „Gemeinschaft“ besteht seit den 1950er Jahren praktisch nicht mehr]. Nicht die Handlung zählt, sondern das Thema, etwa der Standesunterschied (vergleiche Graf und Nonne). Die sozialen Bedingungen der Themen werden [wurden] mit den Liedtexten als gesellschaftliche „Norm“ eingeübt und an die nächste Generation vermittelt. In diesem Sinne ist die Volksballade überliefertes, vorurteilsbeladenes Erfahrungswissen.
Viele Volksballaden haben mittelalterliche Stoffe zum Inhalt und tradieren über Jahrhunderte Mentalitäten (Mentalität), die stark traditionsgebunden, manchmal sogar archaisch anmuten. Eine ganze Reihe dieser Lieder haben internationale Verbreitung (vergleiche etwa auf Englisch „folk ballad“, auf Dänisch „folkevise“ und ähnliche Bezeichnungen). – Von der Volksballade geringfügig zu unterscheiden ist das erzählende Volkslied mit geschichtlichen Themen, deren Bearbeitung jedoch gewollt historisch bleibt wie etwa beim „Bayerischen Hiasl“. Dieser, eher einer Gattung unserer Neuzeit zuzurechnende Text will keine Fiktion sein, sondern Tatsachenbericht, wenn auch subjektiv aus dem Mund des Wilderers (vergleiche Bayerischer Hiasl).

## Editionen und Sammlungen
Die deutschen Volksballaden gehörten mit zu den ersten Gattungen des (deutschsprachigen) Volksliedes, für die sich die beginnende wissenschaftliche Forschung seit den 1840er und 1850er Jahren interessierte. Eine Anregung, die zu ihrer Zeit allerdings praktisch folgenlos blieb, war das Erlebnis des jungen Goethe, der 1771 im Elsass einige Volksballaden kennenlernte und sie notierte (zwei Handschriften sind dazu erhalten geblieben). Pioniere der Aufzeichnung aus mündlicher Überlieferung (Mündliche Überlieferung) waren u. a. der Freiherr von Ditfurth (* 1801; † 1880) (Franz Wilhelm von Ditfurth) in Franken vor 1850, der sich später besonders für historische Volkslieder interessierte. Die meisten Editionen begannen mit Beispielen von Volksballaden (Kinderlieder dagegen wurden oft ans Ende verbannt). Ein Pionier der wissenschaftlichen Erforschung, Hoffmann von Fallersleben (* 1798; † 1874), zeichnete nicht nur kritisch aus mündlicher Überlieferung auf, sondern bemühte sich auch um die Notierung der Melodien. Zum Standardwerk (auch zur Typenbestimmung) wurde der „Erk-Böhme“ (1893–1894) (Deutscher Liederhort), in dem der erste Band mit den Liednummern 1 bis 220 (zumeist) Volksballaden dokumentiert (es folgen u. a. historischer Lieder; die Kinderlieder wurden an den Schluss gesetzt). Andere „klassische“ Editionen orientierten sich an dieser Ordnung, so z. B. die Aufzeichnungen des Pfarrers Louis Pinck im (damals) deutschsprachigen Teil von Lothringen seit den 1920er Jahren. Eine andere Edition, die ebenfalls den Volksballaden besonderes Gewicht gab, entstand unter dem Schatten nationalsozialistischer Herrschaft in Südtirol; drei Bände aus dieser umfangreichen Sammlung (auch bereits nach Tonband-Aufnahmen) erschienen nach dem Krieg 1968 bis 1976. Anregend für die Volksballadenforschung war auch die Bearbeitung historischer Sammlungen wie z. B. die von Ludolf Parisius (* 1827; † 1900) in der Altmark im nördlichen Sachsen-Anhalt. Neuere Sammlungen bedienten sich zudem der Möglichkeit, die Volksballaden als Tonkonserve zu dokumentieren und hörbar zu machen. Neuere Editionen beschränken sich in der Regel auf eine Auswahl von Volksballaden, die sie traditionell an den Anfang stellen, aber in die Gesamtüberlieferung integriert sehen wollen, auch um den relativierenden Zusammenhang mit den anderen Gattungen des Volksliedes zu verdeutlichen. Auch die Forschung fokussiert zwar zumeist auf eine Region, sieht aber die Gattung Volksballade in einem größeren (europäischen) Zusammenhang.